# Eurythoe dubia
Eurythoe dubia är en ringmaskart som beskrevs av Horst 1912. Eurythoe dubia ingår i släktet Eurythoe och familjen Amphinomidae. Inga underarter finns listade i Catalogue of Life.